# رشاد کریم‌اف
رشاد کریم‌اف (انگلیسی: Rashad Karimov؛ زادهٔ ۲ آوریل ۱۹۸۶) بازیکن فوتبال اهل جمهوری آذربایجان است.
از باشگاه‌هایی که در آن بازی کرده‌است می‌توان به باشگاه فوتبال سومقاییت، باشگاه فوتبال قره‌باغ، و باشگاه فوتبال خزر لنکران اشاره کرد.
وی همچنین در تیم ملی فوتبال جمهوری آذربایجان بازی کرده‌است.